# Manuel de la Mata
Manuel de la Mata (Burgo de Osma (Sòria), 1828 - ?, 1886) fou un pianista i compositor espanyol.
Fou deixeble dels mestres Eslava i Pedro Albéniz, i el 1868 fou nomenat secretari del Conservatori de Madrid.
A més, d'un Método de piano adoptat pel Conservatori el 1871 i un altre per a orgue, deixà una Missa, una simfonia i altres composicions.